# 44. zračnoprevozna divizija (Indija)
44. zračnoprevozna divizija (angleško 44th Airborne Division) je bila zračnoprevozna divizija britanske Indijske kopenske vojske, ki je bila dejavna med burmansko kampanjo druge svetovne vojne.

## Zgodovina
Divizija je bila prvotno ustanovljena 15. aprila 1944 s preimenovanjem 9. zračnoprevozne divizije. A že v dveh tednih so iz sestave divizije izločili divizijski štab in podporne enote, ki so jih dodelili indijski 21. pehotni diviziji zaradi japonske invazije na Indijo. Potem, ko so v juliju zaustavili japonski prodor, se je nadaljevala ustanovitev divizije.
15. septembra 1944 so diviziji dodelili indijsko 50. padalsko četo in pozneje še nekatere enote zdaj razpuščenih činditov. 1. novembra 1944 je bila v sestavo divizije dodana še britanska 14. zračnopristajalna brigada in 1. marca 1945 se je diviziji pridružila še indijska 77. padalska brigada.
Kljub temu, da je bila divizija še v procesu ustanovitve, je sodelovala v operaciji Drakula. Po maju 1945 so iz divizijskih pripadnikov sestavili majhne zračnoprevozne enote, ki so jih poslali v japonsko zaledje, da odkrijejo japonska taborišča vojnih zapornikov ter interniranih civilistov in jim zagotovi potrebno oskrbo.